# Euagathis rotunda
Euagathis rotunda är en stekelart som beskrevs av Bhat och Gupta 1977. Euagathis rotunda ingår i släktet Euagathis och familjen bracksteklar. Inga underarter finns listade i Catalogue of Life.